# Koń-Gora
Koń-Gora (ros. Конь-Гора) – wieś w Rosji, w rejonie ust-kubinskim obwodu wołogodzkiego. W 2021 r. była niezamieszkana.